# Bergschloß-Brauerei Haldensleben

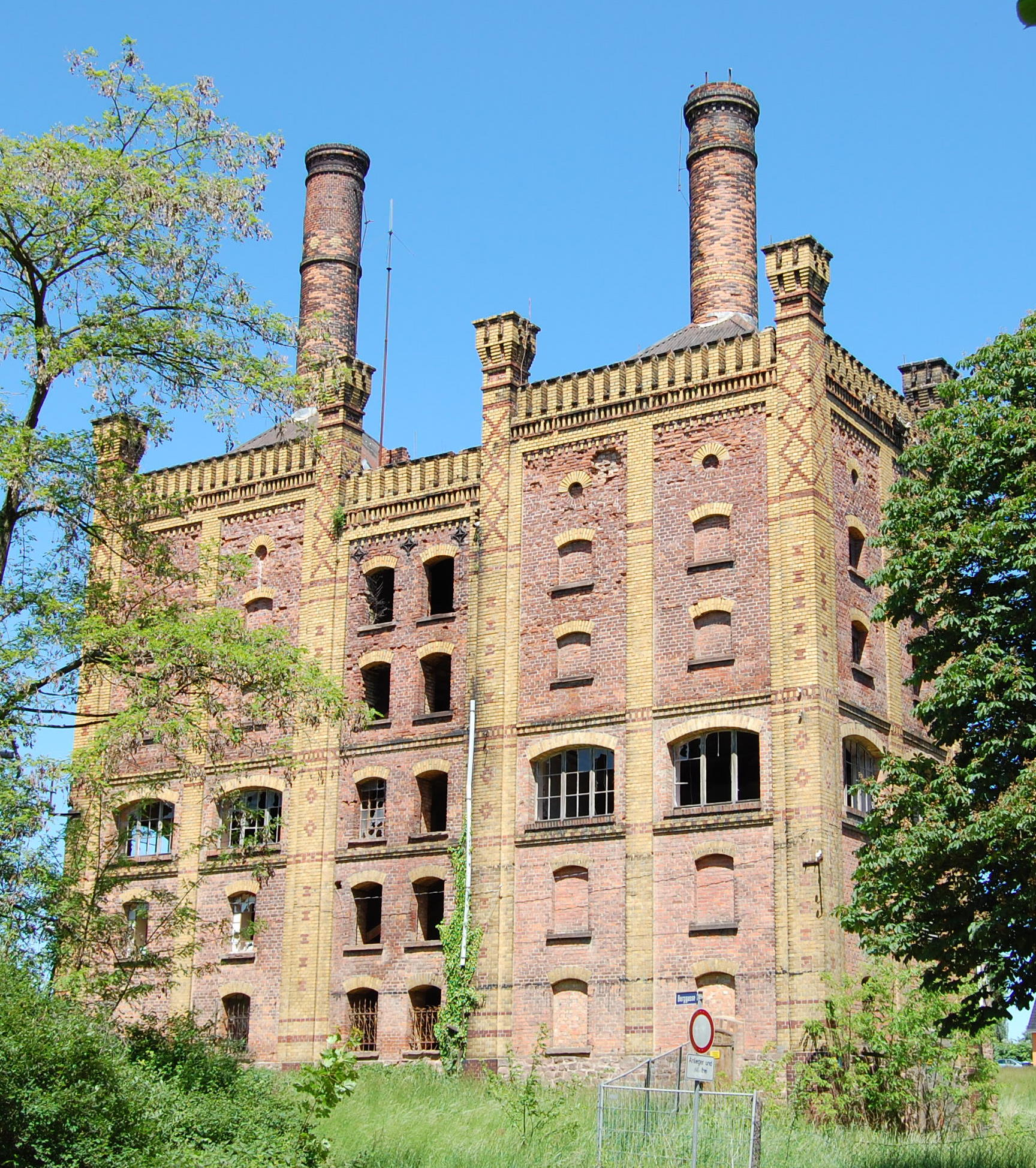
Mälzerei der ehemaligen Bergschloß-Brauerei

Die Bergschloß-Brauerei war eine Bierbrauerei in der Stadt Haldensleben in Sachsen-Anhalt. Das in Teilen erhaltene Gebäude ihrer Mälzerei steht unter Denkmalschutz.

## Brauerei
Gegründet wurde die Brauerei 1872 als Brauerei Behrens, Schlüter & Co. Zum 28. Juni 1886 wurde der Brauereibetrieb von der Bergschloß-Aktien-Brauerei (Magdeburg) übernommen, die unter Stilllegung der Produktion am 9. April 1921 in Liquidation ging. Im Laufe des bis mindestens 1932 andauernden Liquidationsverfahrens erfolgte noch eine Kapitalumstellung von 1,2 Millionen Mark auf 192.000 Reichsmark, das Aktienkapital war zu dieser Zeit mehrheitlich im Besitz der Vulkan-Werke AG für Brauerei-Bedarf in Berlin und deren Vorstandsvorsitzenden Gustav Katzenstein.

## Architektur und Geschichte
Die Reste des Brauereikomplexes auf dem Grundstück Bornsche Straße 81 liegen nördlich der Innenstadt auf einer Anhöhe. Erhalten blieb ein Teil der Mälzerei. Dieses 1872 in der Phase des Gründerbooms nach dem Deutsch-Französischen Krieg errichtete Gebäude ist in Form eines Bergfrieds gestaltet. Der burgartige Charakter des fünf- bzw. fünfeinhalbgeschossigen Ziegelbaus wird durch kleine Ecktürme und aufgesetzte Zinnen verstärkt. Zwei runde Abluft-Kamine als wesentliche Elemente des Mälzereibetriebs bekrönen das Bauwerk. Die Fassade wird durch Schmuckfriese und den Einsatz verschiedenfarbiger Ziegel gegliedert, zum Teil bilden die Ziegel Ornamente.
2010 stand der noch erhaltene Gebäuderest leer. Eine Baugenehmigung für eine Nutzungsänderung zu Wohnzwecken wurde 2012 erteilt.